# Realisten Nederland
Realisten Nederland was een Nederlandse politieke partij van collectief-rechtse signatuur.
De partij werd opgericht in 1989. De oprichter was Jan van Baal die, tijdens een oprichtingsvergadering in het Postiljon Motel te Arnhem, als voorzitter werd gekozen. Hij was door enkele honderden mensen gevraagd om mee te denken aan het oprichten van een nieuwe partij die zowel tegen de "Macht aan de Staat" van de linkervleugel van de politiek als tegen de "Macht aan de Markt" van de rechtervleugel van de politiek was. Van Baal zag een toekomst voor het land waarbij de essentiële taken voor een samenleving zoals veiligheid, gezondheidszorg, maatschappelijke zorg, energie en dergelijke in overheidshanden zouden blijven. De partij is neergezet als conservatief-liberaal. Door analisten werd de partij gezien als een partij met een levenshouding zoals wordt waargenomen bij ChristenUnie (toen nog GPV en RPF) en SGP, maar dan zonder de confessionele achtergrond. Vanuit de links-activistische groeperingen werd met name de wil tot samenwerken met het toenmalige apartheidsregime in Zuid-Afrika gehekeld.
De partij deed mee aan de Tweede Kamerverkiezingen 1989 met Janny Jensema-Vos als lijsttrekker. Door de val van het kabinet was de tijd tot de verkiezingen te kort om echt bekend te worden bij de achterban. Wel kon de partij binnen een paar maanden in alle 19 kiesdistricten een gekozen en werkend bestuur formeren. Met 6050 stemmen kwam zij echter ruim te kort voor de bijna 60.000 die nodig waren voor een zetel. Hierna stopte Van Baal als voorzitter. Uiteindelijk ging de partij in 1997 samen met de Partij voor Milieu en Recht tot Groen Rechts.